# Skerjafjörður
Skerjafjörður (in lingua islandese: Fiordo degli scogli) è un fiordo situato nel settore sudoccidentale dell'Islanda.

## Descrizione
Lo Skerjafjörður è situato nella Höfuðborgarsvæðið, la regione della capitale dell'Islanda. Il fiordo è una delle diramazioni laterali della grande baia Faxaflói, compreso tra il fiordo Kollafjordur a nord e Hafnarfjörður a sud. L'orientamento va da nord-ovest a sud-est, delimitato a nord dalla penisola di Seltjarnarnes e della capitale Reykjavík e a sud dalla penisola di Álftanes.
Sul fiordo si affacciano i comuni di Seltjarnarnes e Reykjavik a nord, Kópavogur a est, Garðabær a sud e Álftanes a sud-ovest. Le sponde sudorientale e meridionale sono intagliate da numerose insenature separate da piccoli promontori.
Dal fiordo si diramano le baie Fossvogur, Kópavogur e Arnarnesvogur. Sul fiordo si trova inoltre l'aeroporto di Reykjavík.
Dello Skerjafjörður fa parte anche la penisola di Bessastaðanes, dove si trova il Bessastaðir, la sede ufficiale del presidente della Repubblica islandese.
Dei distretti di Reykjavík, viene chiamato Stóra-Skerjafjörður (Grande Skerjafjörður) quello a sud dell'aeroporto e Litla-Skerjafjörður (Piccolo Skerjafjörður) quello a nord.

## Denominazione
Lo Skerjafjörður deriva il nome dai Lönguskerjar, un gruppo di scogli che affiorano proprio nel mezzo del fiordo.